# Bechira demokratit
Bechira demokratit (hebrejsky בחירה דמוקרטית‎; doslova „Demokratická volba“) byla izraelská sionistická, sekulární politická strana založená v roce 1999 Romanem Bronfmanem.

## Okolnosti vzniku a ideologie strany
Strana vznikla v červenci 1999, krátce po zvolení patnáctého Knesetu, když se poslanci Roman Bronfman a Alexander Cinker odtrhli od strany Jisra'el ba-alija. Zpočátku jejich nová formace neměla oficiální název, pak byla pojmenována Machar (hebrejsky: Zítřek, zároveň akronym Mifleget Chevra ve-Reformot, Strana společnosti a reforem). Po třech měsících byl název změněn na Bechira demokratit.
Důvodem odtržení od Jisra'el be-alija byla levicová orientace obou poslanců, která byla v rozporu s příklonem mateřské strany k pravicovému bloku. 24. listopadu 2002, před volbami roku 2003 se Bronfman rozhodl kandidovat na společné kandidátce s levicovou stranou Merec a další menší formací zvanou Šachar vedenou Josi Bejlinem. Součástí dohody byla garance 5. pozice na společné kandidátce pro Bronfmana. Druhý poslanec za Bechira demokratit, Alexander Cinker, ale nesdílel sociálnědemokratické názory Romana Bronfmana a stranu opustil a založil vlastní stranu nazvanou Občan a stát (později splynula se stranou Chec).
V rámci strany Merec vznikly jisté pochyby ohledně aliance s Bechira demokratit, protože Bronfman vyjadřoval podporu rakouskému pravicovému politikovi Jörgu Haiderovi. Nakonec se ale spojení ukázalo být výhodné a umožnilo Merecu získat ve volbách dva další mandáty. Společná kandidátka získala celkem šest křesel v novém Knesetu a Bronfman se opětovně dostal do parlamentu. Cinkerova strana Občan a stát získala ve volbách roku 2003 pouze 1 566 hlasů, přičemž limit pro vstup do Knesetu byl 44 750. Strana Bechira demokratit uspěla také v některých obcích v komunálních volbách, včetně města Haifa.
V roce 2004 se Merec a frakce Šachar rozhodly splynout do jedné strany zvané Merec-Jachad. Bronfman se k tomu nepřipojil, třebaže po zbytek volebního období zůstal členem společného poslaneckého klubu. Před volbami roku 2006 Bronfman prohlásil, že jeho strana bude kandidovat samostatně, protože spolupráce s Merecem ho prý připravuje o hlasy od ruskojazyčných Izraelců. V lednu 2006 jednal Bronfman s předákem strany Šinuj Avrahamem Porazem. V té době strana Šinuj procházela rozkolem a většina jejích poslanců včetně Poraze ji opouštěla. Záměr, aby tito poslanci přešli do Bechira demokratit, ale nebyl realizován a nespokojení členové Šinuj pak založili stranu Chec.
Dva měsíce před volbami v roce 2006 Bronfmanova strana stáhla svou kandidaturu a voleb do Knesetu se neúčastnila. Nekandidovala rovněž ve volbách roku 2009.